# Tabriz
Tabriz (persisk: تبریز) er den vigtigste by i Nordvestiran og hovedstad i provinsen Øst-Aserbajdsjan.
Befolkningstallet er på ca. 2.188.000 indbyggere, størstedelen taler et tyrkisk sprog, aserbajdsjansk.
Byen har været hovedstad i Iran som under det mongolske Ilkhanat og det tidlige Safavide-dynasti. Den var også hovedstaden for den sovjetisk-kontrolleret Folkerepublik Aserbajdsjan 1945-46.
Størstedelen af byens befolkning er aserbajdsjanere, efterfulgt af persere, kurdere, armenere, assyrere og andre folk fra Kaukasus.